# Iveco
A Iveco S.p.A. é uma fabricante de veículos pesados, caminhões, ônibus e utilitários leves. Sua sede fica em Turim, Itália, sendo uma subsidiária da Iveco Group N.V. , criado em 1º de janeiro de 2022 após o spin-off da CNH Industrial, empresa irmã da Fiat Chrysler Automobiles que, junto, antigamente, formavam o já extinto Grupo Fiat, hoje Stellantis. O nome da empresa é uma referência às primeiras letras de Industrial Vehicles Corporation. Em 30 de julho de 2025 o Grupo Tata, dona também das marcas Land Rover e Jaguar, comprou a Iveco por 3,8 bilhões de euros e anunciou a mudança da sede da Itália para o Países Baixos.  

## No Brasil
No Brasil a Iveco iniciou suas atividades em setembro de 1997 implantando uma rede própria de concessionárias exclusivas e de assistência técnica encarregada de comercializar veículos importados da Europa e da Argentina. A tarefa de adaptar os padrões mundiais da marca ao Brasil e criar uma "Rede Brasil" coube à EMA Arquitetura, com sede em São Paulo.
A sede comercial em São Paulo foi implantada em 1999 e conta com um centro de treinamento e a fábrica em Sete Lagoas, MG entrou em operação em novembro de 2000. Atualmente possui cerca de 5.000 colaboradores  (diretos e indiretos).

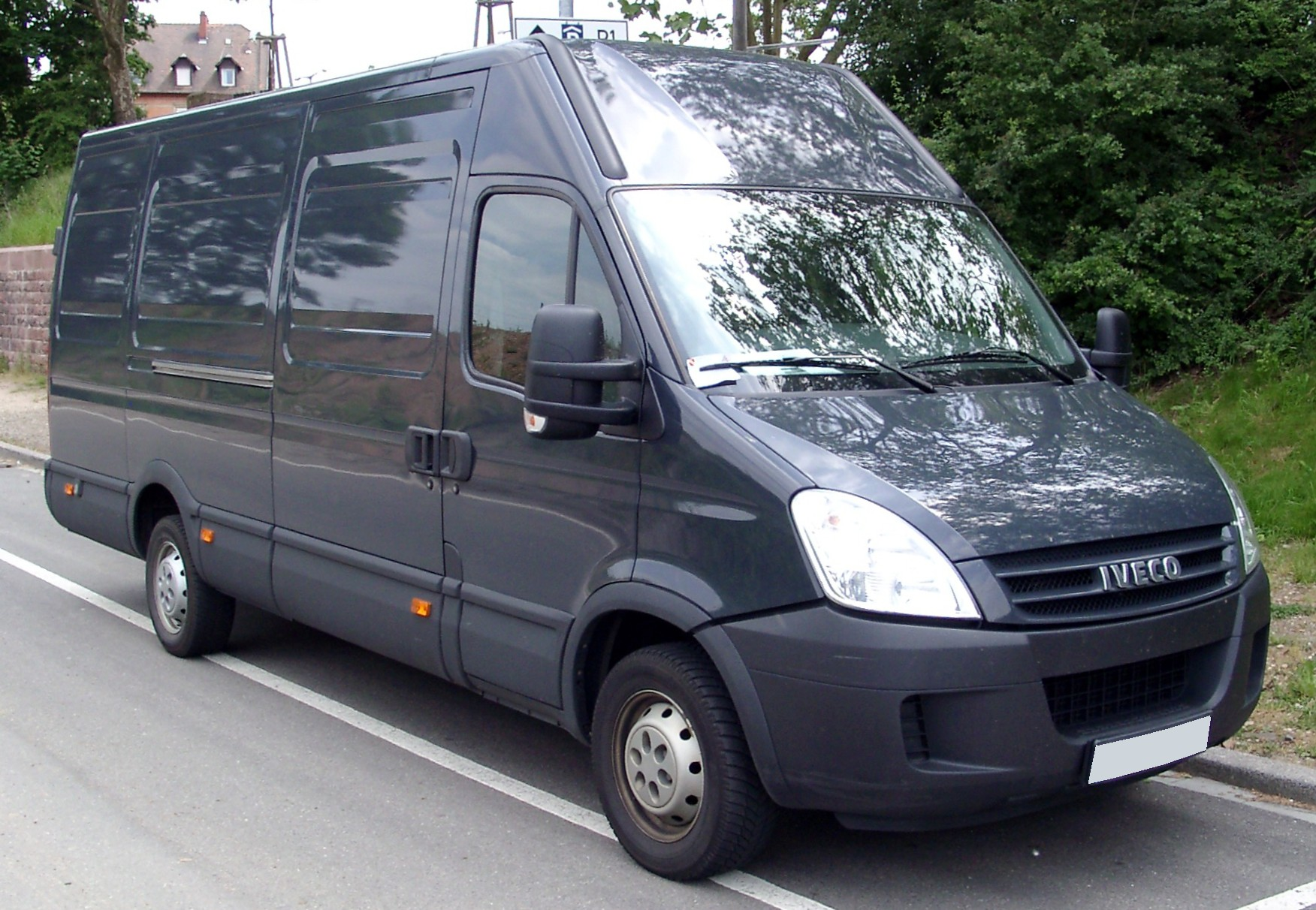
Iveco Daily.

Em 2006 a sede comercial da empresa foi transferida para Nova Lima, Minas Gerais, e instalada no Edifício Piemonte, sede do Grupo Fiat no Brasil, como forma de buscar sinergias entre as empresas do grupo.

## Produtos

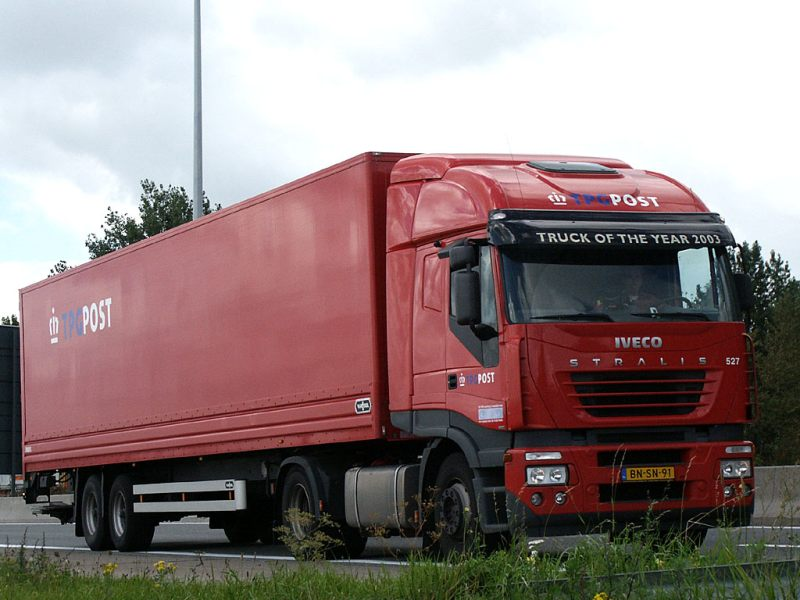
Iveco Stralis.

- Caminhões
- Vans
- Ônibus
- Micro-ônibus
- Veículos utilitários
- Iveco Stralis.Furgões